# Monticello, Illinois
Monticello là một thành phố thuộc quận Piatt, tiểu bang Illinois, Hoa Kỳ. Năm 2010, dân số của thành phố này là 5548 người.

## Dân số
Dân số qua các năm:
- Năm 2000: 5138 người.
- Năm 2010: 5548 người.